# Primera Federación
De Primera Federación, voorheen bekend als Primera División RFEF, is sinds het seizoen 2021/22 het derde niveau van het Spaanse voetbalcompetitiesysteem. Het wordt beheerd door de Spaanse voetbalbond. Het staat onder de twee professionele competities Primera en Segunda División, en boven de Segunda en Tercera Federación.
Het eerste seizoen bestond uit de vier degradanten van de Segunda División en zesendertig ploegen uit de voormalige Segunda División B. De ploegen zijn ondergebracht in twee groepen. Op 30 juni 2022, na slechts één seizoen te hebben bestaan, werd Primera División RFEF omgedoopt tot Primera Federación.

## Deelnemende clubs in het seizoen 2024/25
De indeling in twee reeksen gebeurt aan de hand van de geografische ligging van de ploegen.
| Groep 1 | Groep 2 |
| --- | --- |
| - Amorebieta - Andorra - Arenteiro - Barakaldo - Barcelona Atlètic - Bilbao Athletic - Celta B - Irun - Cultural Leonesa - Gimnàstic - Lugo - Osasuna B - Ourense CF - Ponferradina - Real Sociedad B - Segovia - Sestao River - Tarazona - Unionistas - Zamora CF | - Alcorcón - Alcoyano - Algeciras - Antequera - Atlético Madrid B - Atlético Sanluqueño - Real Betis B - Ceuta - Fuenlabrada - Hércules Alicante - Ibiza - Intercity - Marbella - Mérida - Murcia - Real Madrid Castilla - Recreativo Huelva - FC Sevilla B - Villarreal B - Yecla |

### Promotie
In totaal stijgen er vier ploegen naar de Segunda División. Op het einde van het reguliere seizoen stijgen de twee kampioenen.  De play off tussen de tweede tot en met vijfde van de groepen bepalen twee bijkomende stijgers.  Deze nacompetitie wordt gespeeld in een regio en bestaat uit twee rondes, elke ronde gespeeld in een wedstrijd.
| Seizoen   | Kampioen Groep 1    | Kampioen Groep 2 | Stijgers eindronde                                                    |
| --------- | ------------------- | ---------------- | --------------------------------------------------------------------- |
| 2021-2022 | Racing Santander    | FC Andorra       | Villarreal CF B (tweede groep 2) en Albacete Balompié (derde groep 2) |
| 2022-2023 | Racing de Ferrol    | SD Amorebieta    | AD Alcorcón (tweede groep 1) en CD Eldense (tweede groep 2)           |
| 2023-2024 | Deportivo La Coruña | CD Castellón     | Córdoba CF (derde groep 1) en Málaga CF (derde groep 2)               |
| 2024-2025 | Cultural Leonesa    | AD Ceuta FC      | Real Sociedad B (derde groep 1) en FC Andorra (vierde groep 1)        |

Vet gedrukt = Algemeen kampioen

### Degradatie
In totaal degraderen er tien ploegen, de zestiende tot en met de twintigste uit iedere reeks.  Zij spelen het daaropvolgende jaar in de Segunda Federación.
| Seizoen   | Groep 1 | Groep 2 |
| --------- | --- | --- |
| 2021-2022 | 16 CF Talavera de la Reina (1) 17 Real Valladolid Promesas 18 Zamora CF 19 CD Tudelano 20 Extremadura UD               | 16 Atlético Sanluqueño CF 17 Sevilla Atlético 18 UCAM Murcia CF 19 UE Costa Brava 20 Betis Deportivo Balompié |
| 2022-2023 | 16 CD Badajoz 17 UD San Sebastián de los Reyes 18 Real Balompédica Linense 19 Pontevedra CF 20 CF Talavera de la Reina | 16 CD Numancia 17 CF La Nucía 18 UD Logroñés 19 CD Calahorra 20 Bilbao Athletic                               |
| 2023-2024 | 16 CE Sabadell 17 CD Teruel 18 UE Cornellà 19 SD Logroñés 20 Rayo Majadahonda                                          | 16 San Fernando CD 17 CD Linares 18 UD Melilla 19 Club Recreativo Granada 20 Club Deportivo Atlético Baleares |
| 2024-2025 | 16 Barcelona Atlètic 17 Sestao River 18 Real Unión 19 Gimnástica Segoviana 20 Amorebieta                               | 16 Fuenlabrada 17 Yeclano 18 Alcoyano 19 Recreativo 20 Intercity                                              |

(1) Blijft in de reeks aangezien CF Internacional de Madrid door financiële problemen stopt te bestaan.

## Copa del Rey

### Deelname
De vijf best gerangschikte ploegen van elke reeks zijn gekwalificeerd om het daaropvolgende seizoen deel te nemen aan de Spaanse beker.

### Geschiedenis
Sinds de oprichting van de reeks zijn dit de ploegen, die het verst gekomen zijn:
| Seizoen   | Team                             | Ronde         | Traject |
| --------- | -------------------------------- | ------------- | --- |
| 2021-2022 | Club Deportivo Atlético Baleares | 1/8ste finale | CD Calahorra 1-1 en winst na penalty's 4-5, Getafe CF 5-0 thuisoverwinning, Celta de Vigo 2-1 thuisoverwinning, Valencia CF 0-1 thuisnederlaag     |
| 2022-2023 | AD Ceuta FC                      | 1/8ste finale | CD Utrera 0-1 uitoverwinning, UD Ibiza 3-2 thuisoverwinning, Elche CF 1-0 thuisoverwinning, FC Barcelona 0-5 thuisnederlaag                        |
| 2023-2024 | Unionistas de Salamanca CF       | 1/8ste finale | Gernika Club 0-2 uitoverwinning, Sporting de Gijón 2-0 thuisoverwinning, Villarreal CF 1-1 (7-6) thuisoverwinning, FC Barcelona 1-3 thuisnederlaag |
| 2024-2025 | Ourense CF                       | 1/8ste finale | CD Guijuelo 1-2 uitoverwinning, Deportivo de La Coruña 1-0 thuisoverwinning, Real Valladolid 3-2 thuisoverwinning, Valencia CF 0-2 thuisnederlaag  |

## Topscorers
| Seizoen   | Speler              | Team                 | Doelpunten |
| --------- | ------------------- | -------------------- | ---------- |
| 2021-2022 | Ferran Jutglà (1)   | FC Barcelona Atlètic | 19         |
| 2022-2023 | Rodrigo Ríos Lozano | AD Ceuta FC          | 20         |
| 2023-2024 | Pau Víctor Delgado  | FC Barcelona Atlètic | 18         |
| 2024-2025 | Gonzalo García      | Real Madrid Castilla | 25         |

(1) Op het einde van dit seizoen tekende hij een contract tot 30 juni 2027 bij Club Brugge
Grupo 1:
Arenas Club .
Arenteiro ·
Barakaldo . 
Bilbao Athletic .
Cacereño .
Celta B ·
Ferrol .
Guadalajara .
Lugo ·
Mérida .
Osasuna B ·
Ourense CF .
Ponferrada ·
Pontevedra .
Real Avilés .
Real Madrid Castilla ·
Salamanca .
Talavera de la Reina .
Tenerife .
Zamora CF

Grupo 2:
Alcorcón .
Algeciras ·
Antequera ·
Atlético Madrid B ·
Atlético Sanluqueño ·
Real Betis B .
Cartagena .
Eldense .
Europa .
Hércules Alicante .
Ibiza ·
Marbella ·
Murcia ·
Sabadell .
FC Sevilla B .
Tarazona ·
Tarragona ·
Teruel .
Torremolinos . 
Villarreal B .
Primera División ·
Segunda División ·
Primera Federación ·
Segunda Federación ·
Tercera Federación ·
Spaans amateurvoetbal ·

Copa del Rey ·
Copa de la Liga ·
Supercopa de España · 
Primera División Femenina · 
Copa de la Reina

División de Honor de Futsal
Albanië ·
België · 
Bulgarije ·
Curaçao ·
Cyprus · 
Denemarken · 
Duitsland · 
Engeland · 
Estland · 
Finland · 
Frankrijk · 
Georgië · 
Gibraltar ·
Griekenland · 
Italië · 
Kroatië · 
Luxemburg · 
Nederland · 
Noord-Ierland · 
Noord-Macedonië · 
Noorwegen · 
Oekraïne · 
Oostenrijk · 
Polen · 
Portugal · 
Roemenië · 
Rusland · 
Schotland · 
Servië · 
Slovenië · 
Slowakije · 
Spanje · 
Tsjechië (Moravië / Bohemen) ·
Turkije · 
Wales · 
Zweden · 
Zwitserland